# Perilampsis pulchella
Perilampsis pulchella är en tvåvingeart som först beskrevs av Austen 1910.  Perilampsis pulchella ingår i släktet Perilampsis och familjen borrflugor. Inga underarter finns listade i Catalogue of Life.